# لوليتا بايوت
لوليتا بايوت (بالفرنسية: Lolette Payot)‏ مواليد 17 أبريل 1910 في لوزان، كانت لاعبة كرة مضرب فرنسية. كما أنها إحدى بطلات الجراند سلام. أعلى تصنيف لها في الفردي كان المركز الـ 4 في سنة 1932.

## بطولات حققتها
- فرنسا المفتوحة

## الألقاب

### الزوجي
| السنة | الدورة              | الشريك          | المنافسون                   | النقاط   |
| 1932  | روما للماسترز, روما | كوليت روسامبيرت | دوروثي أندروس لوسيا فاليريو | 7–5, 6–3 |

### الزوجي المختلط
| السنة | الدورة                | الشريك       | المنافسون                      | النقاط        |
| 1935  | فرنسا المفتوحة, باريس | مارسيل برنار | سيلفي جونغ هنروتين مارتن ليجاي | 4–6, 6–2, 6–4 |